# Isognathus excelsior
Isognathus excelsior är en fjärilsart som beskrevs av Jean Baptiste Boisduval 1875. Isognathus excelsior ingår i släktet Isognathus och familjen svärmare. Inga underarter finns listade i Catalogue of Life.

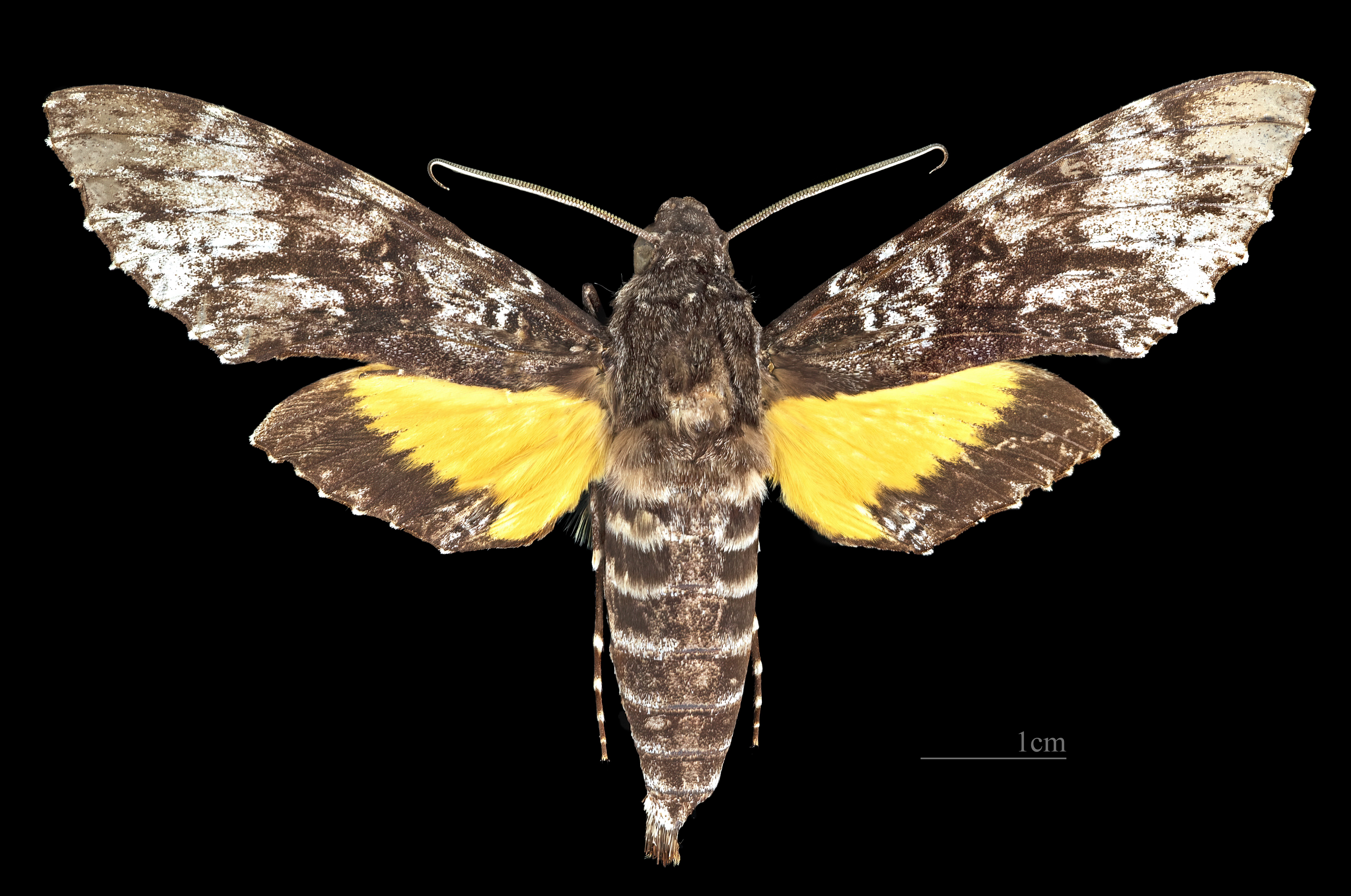
Isognathus excelsior ♂
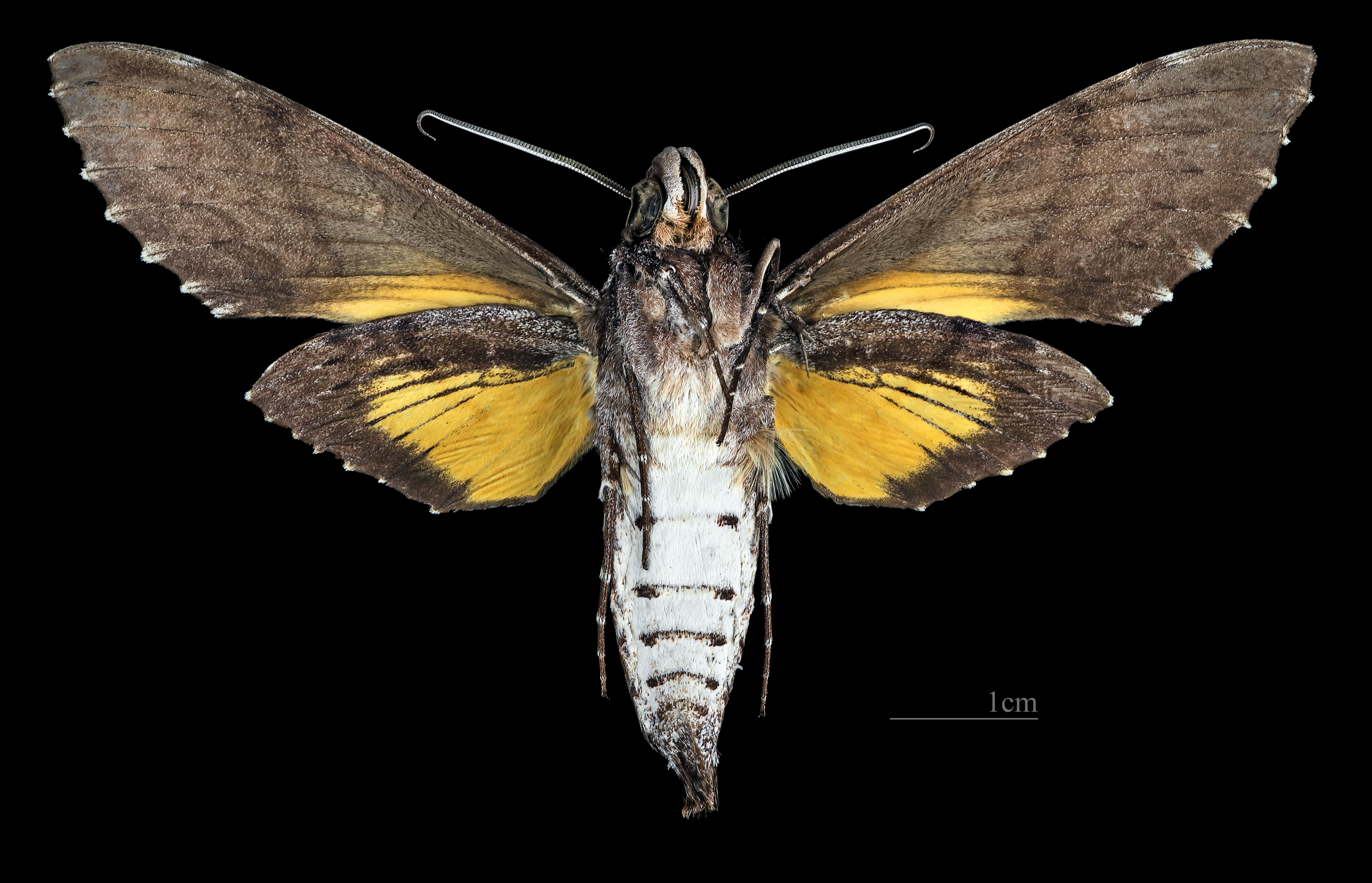
Isognathus excelsior ♂  △
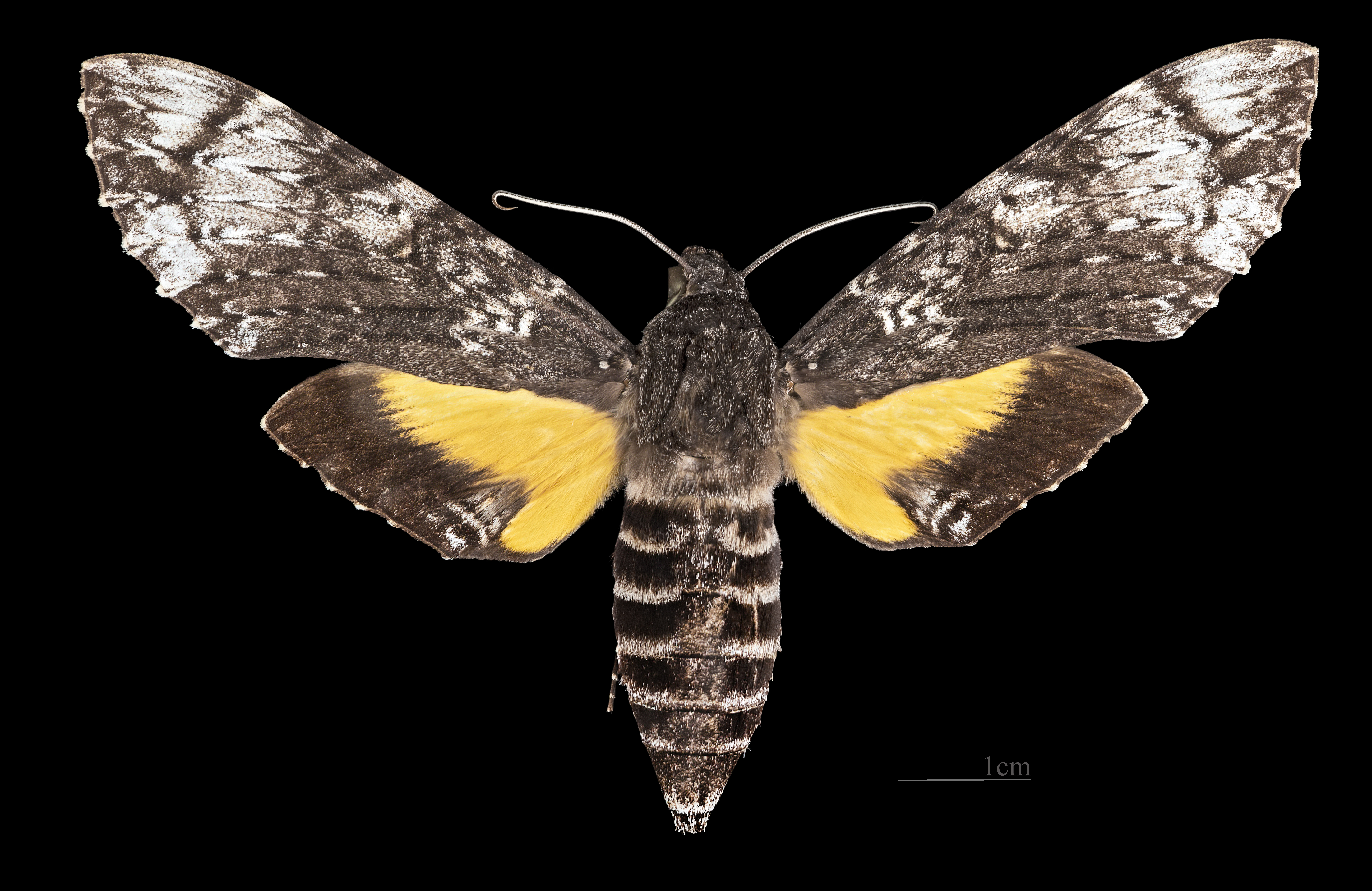
Isognathus excelsior ♀
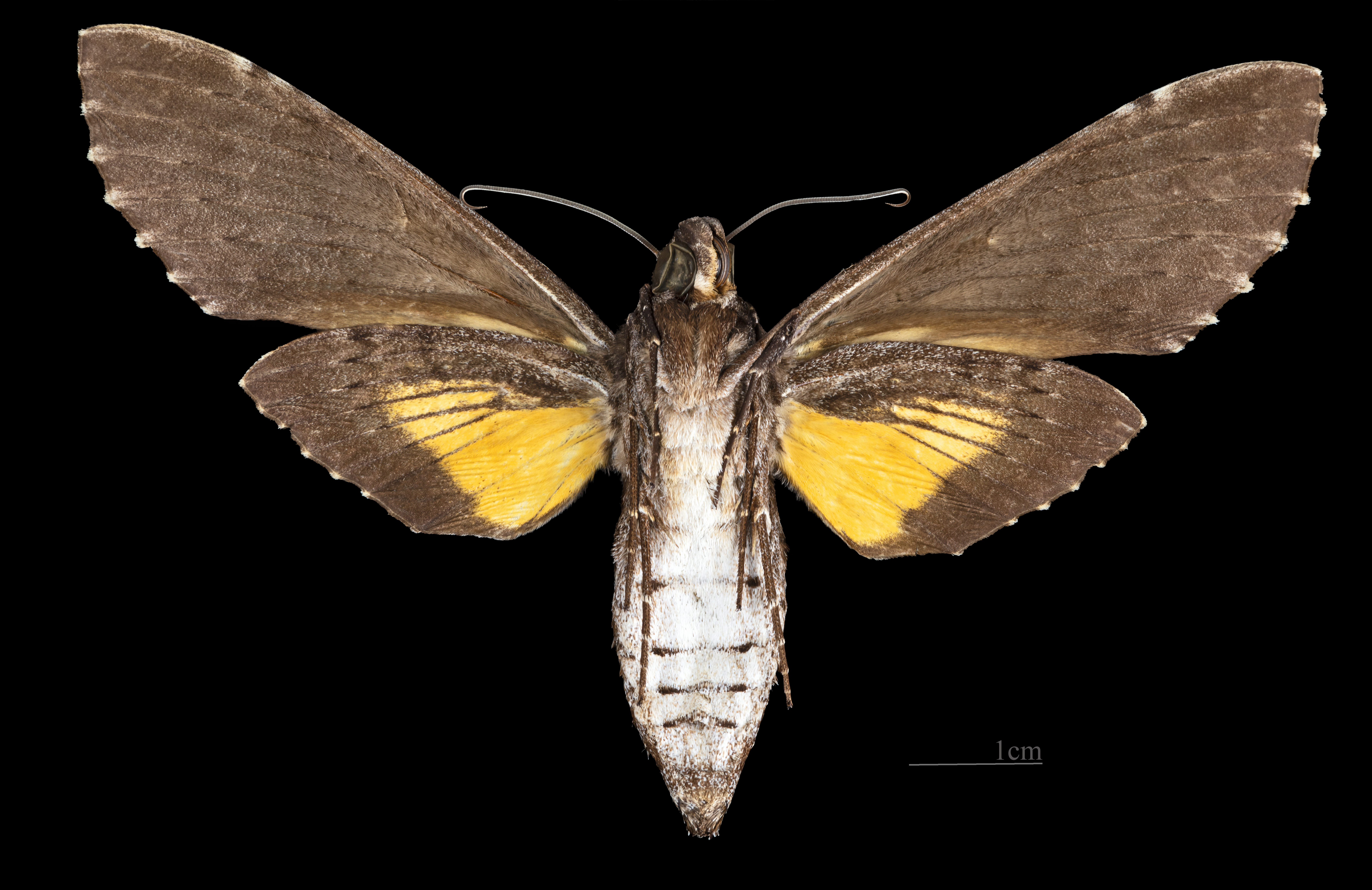
Isognathus excelsior  ♀ △